# Amarna Grab 8
Bei dem Grab 8 in der Nekropole der mittelägyptischen Stadt Amarna handelt es sich um das Grab des Tutu, der als Kammerdiener ein wichtiger Würdenträger am Hof in Achet-Aton war. Die Grabanlage, die zur südlichen Gräbergruppe gehört, besteht aus zwei Teilen. Es gibt eine in den Fels gehauene Grabkapelle, die auch zum Teil mit Reliefs dekoriert ist. Von dort führt eine Treppe in die eigentliche Grabkammer. Dieser Teil der Grabanlage wurde nie fertig gestellt. Es wurde eine Treppe angelegt, doch keine Grabkammer in den Fels gehauen.
Die Grabkapelle besteht aus einer Halle mit 12 (geplanten) Säulen, die auch in den Fels gehauen sind, jedoch nicht alle fertig gestellt wurden. Die Wände der Halle sind zum Teil mit Reliefs dekoriert, wobei aber nur ein Teil fertiggestellt wurde. Hinter der Halle, gegenüber dem Eingang, findet sich ein Eingang zu einem Gang, der nie fertig gestellt wurde und sicherlich zu einer Kultnische führen sollte. An der Eingangstür zur Grabanlage sieht man Tutu zweimal in Beterhaltung mit Hymnen an den Sonnengott Aton als begleitenden Text. Hier findet man auch eine Darstellung der königlichen Familie, wie sie Aton anbetet. In der eigentlichen Grabkapelle ist nur die Westwand dekoriert. Hier sieht man den königlichen Palast mit Echnaton und Nofretete davor sitzend. Vor ihnen steht als kleine Figur Tutu. Es folgen Reihen von Hofbeamten und Dienern, die auch dem Königspaar ihre Aufwartung machen. Auf der anderen Seite der Wand sieht man wiederum den Palast. Davor steht das königliche Paar am Erscheinungsfenster, vor ihm steht wiederum Tutu als kleine Figur. Hinter ihm sieht man wiederum Reihen von Dienern und Hofbeamten. Ganz links ist der Atontempel abgebildet. Auf der Westwand findet sich auch eine biographische Inschrift des Tutu.

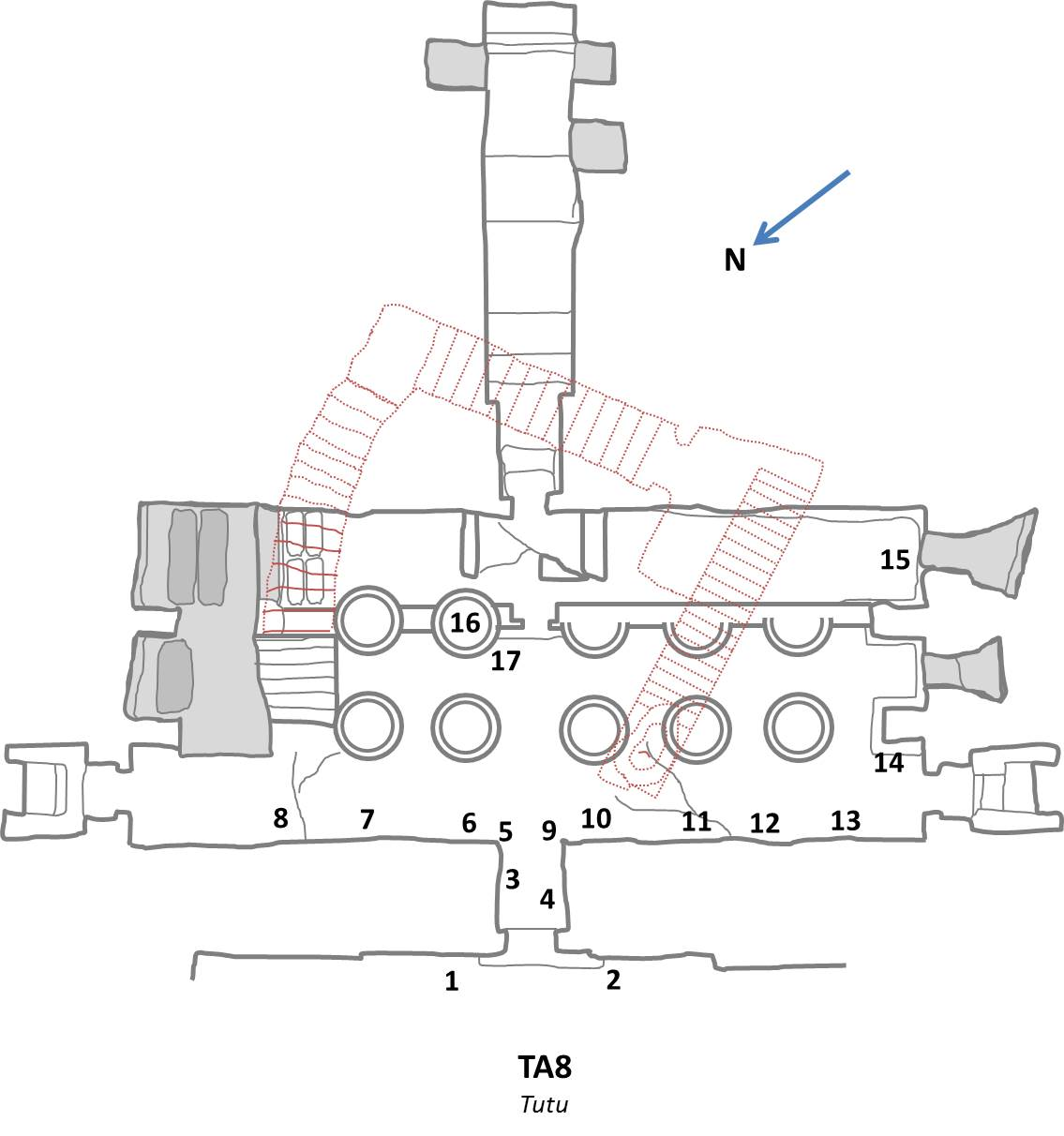
Plan der Grabanlage
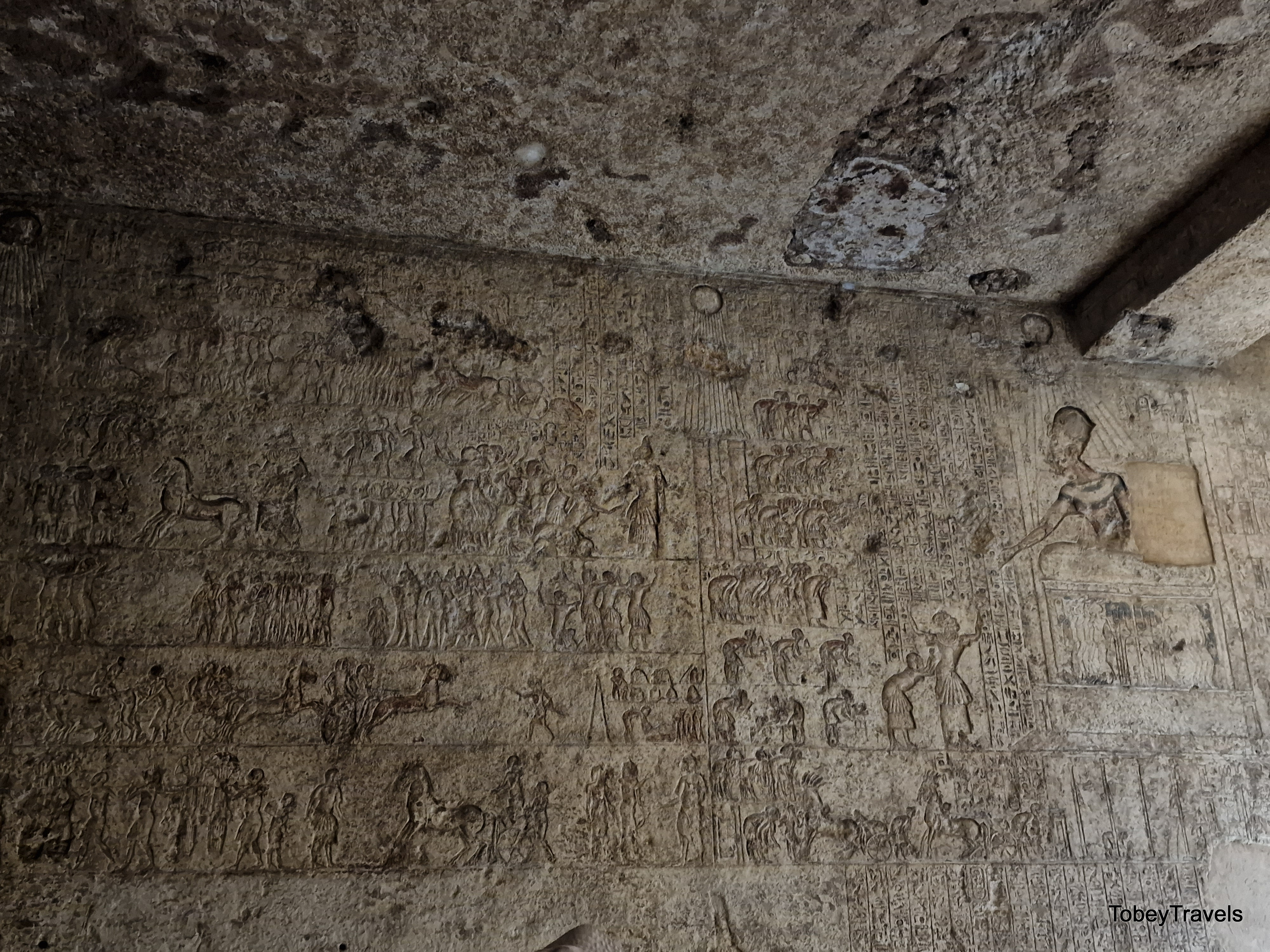
Reliefs in der Haupthalle (Westwand)
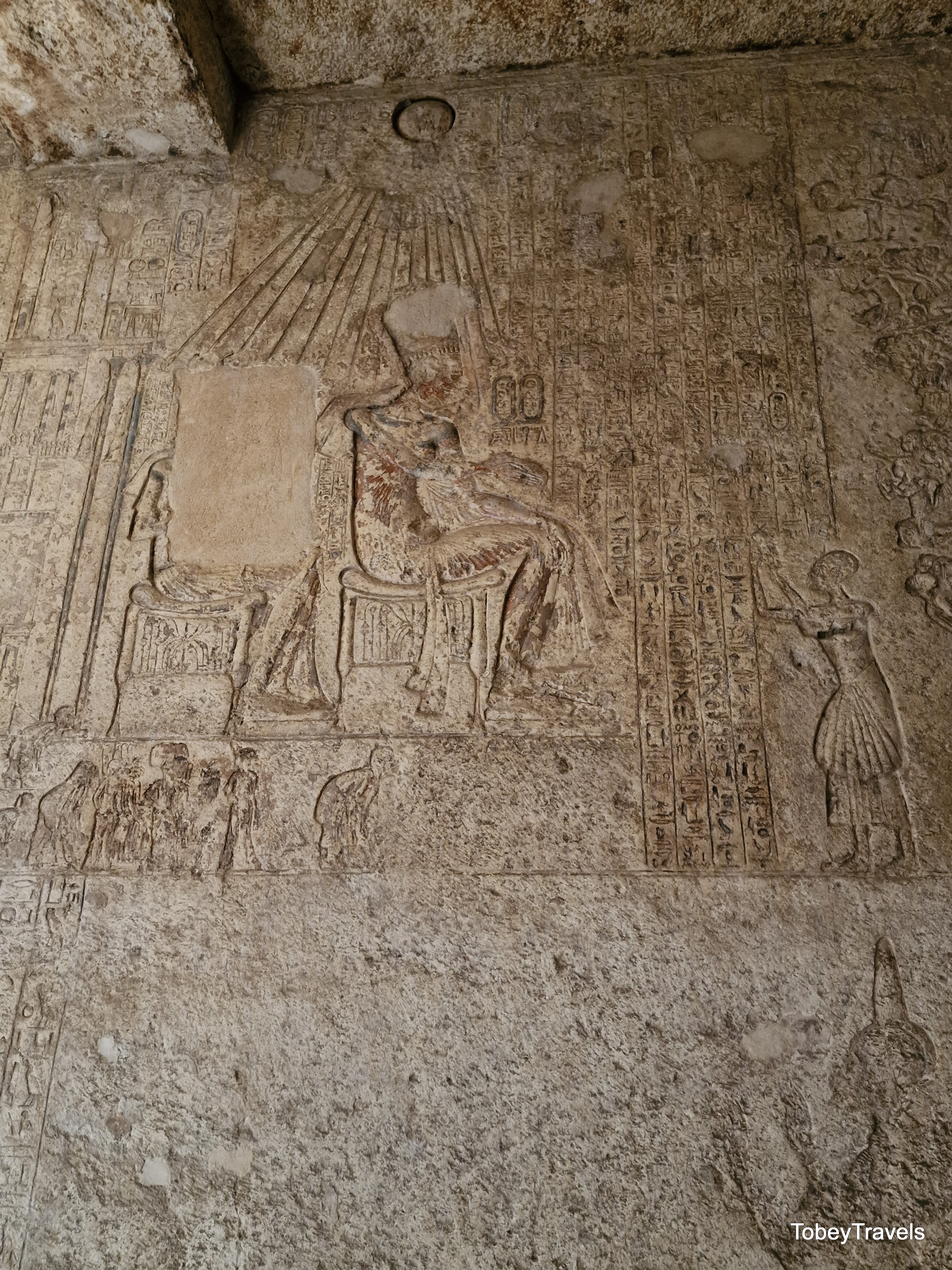
Reliefs in der Haupthalle (Westwand)
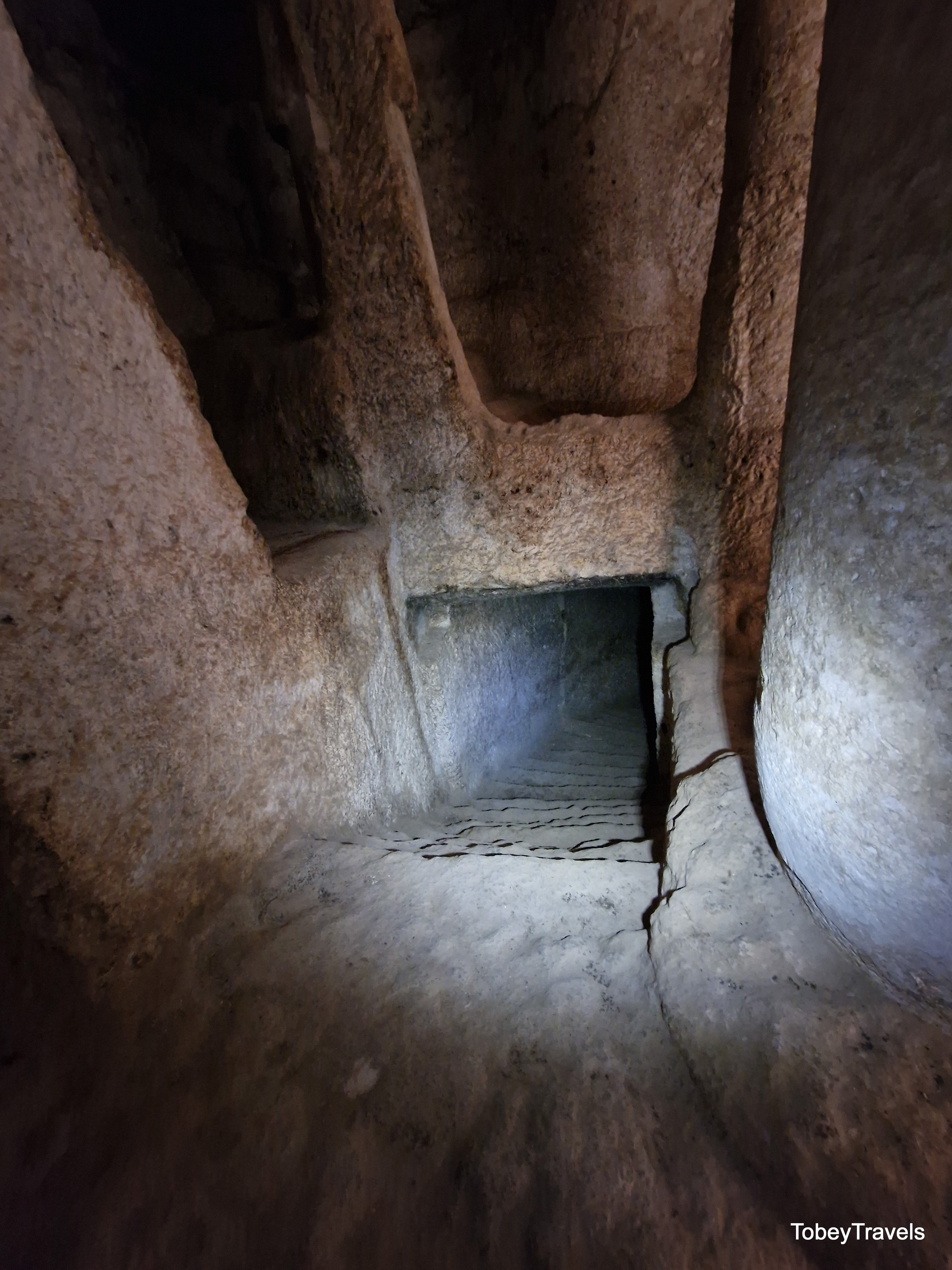
Eingang zur Grabkammer